# Grupa inuicka
Grupa inuicka – grupa zewnętrznych, nieregularnych księżyców Saturna, poruszających się ruchem prostym (zgodnie z kierunkiem obrotu planety) po orbitach o inklinacji ok. 46°. Nazwy księżyców z tej grupy pochodzą z mitologii Inuitów (Eskimosów).

## Charakterystyka grupy

Księżyce nieregularne Saturna; grupy galijska i inuicka są położone powyżej osi i=0

Grupa jest dosyć jednolita, obejmuje satelity o podobnych orbitach i lekko czerwonej barwie. Wyróżnia się w niej Ijiraq, wyraźnie bardziej czerwony niż pozostałe księżyce.
Satelity z grupy inuickiej mają:
- wielkie półosie orbit w zakresie 11,1–18,0 Gm
- mimośród w zakresie 0,160–0,364
- inklinację w zakresie 45,13–46,44°
- do 40 km średnicy

## Księżyce
Do grupy tej należą (w kolejności od Saturna):
- Kiviuq
- Ijiraq
- Paaliaq
- Siarnaq
- Tarkek